# توشیو شیماکاوا
توشیو شیماکاوا (انگلیسی: Toshio Shimakawa؛ زادهٔ ۲۸ مهٔ ۱۹۹۰) بازیکن فوتبال اهل ژاپن است.
از باشگاه‌هایی که در آن بازی کرده‌است می‌توان به باشگاه فوتبال توکیو وردی اشاره کرد.